# معركة طبريا
معركة طبريا وهي إحدى معارك الثورة الفلسطينية الكبرى وقعت في تاريخ 2 تشرين أول 1938 بين قوات الثورة الفلسطينية بقيادة القائد خليل عيسى الملقّب بأبو إبراهيم الكبير.

## سير المعركة
حشدت قيادة الثورة الفلسطينية في الجليل قرابة ال300 ثائر، قسّموا إلى عدة مجموعات، قام فصيل القائد محمود المغربي بالهجوم على دار الحكومة وعلى المعسكر البريطاني مقابل دار الحكومة واستولى عليه بعد قتل الحراس وسرعان ما أذّن على سارية دائرة الحكومة الرئيسية من سطح السرايا معلناً تحريرها، في حين تولت مجموعة أخرى وهي فصيل القائد يوسف عبد الخالق من قرية اندور الهجوم على الحي اليهودي في طبريا. في ذات الوقت أمّنت مجموعات أخرى الطرق المؤدية إلى طبريا لمنع وصول النجدات الإنجليزية، وهي: فصيل القائد يحيى هوامش وفصيل القائد خالد السعود من قرية عرب الخوالد على طريق طبريا-سمخ، فصيل القائد شهاب الحمد على طريق طبريا-صفد وهناك اشتبكوا مع التعزيزات الإنجليزية القادمة على قرب قرية المجدل، أمّا فصيل القيادة فقد أمّن طريق طبريا-الناصرة.
استمرت المعركة 5 ساعات، وانسحب الثوار من دون أي خسائر بعد أن قتلوا 19 مستعمرًا صهيونيًا، ثم حدث اصطدام مع القوات الانجليزية قرب قرية حطين فيه استشهد 4 من الثوار، قبل أن يستطيع البقية الإفلات من الطوق.